# Boukharie
La Boukharie (du nom de la ville de Boukhara en Ouzbékistan) est le nom donné par les Européens du XVIIe au XIXe siècle à une partie de l'Asie centrale.
On distingue alors :
- la Grande-Boukharie : le khanat de Boukhara ;
- la Petite-Boukharie : le Xinjiang, également appelé Turkestan oriental à la fin du XIXe siècle.